# New York, Newfoundland and London Telegraph Company
La New York, Newfoundland and London Telegraph Company (Compagnie de télégraphie de New York, Terre-Neuve et Londres) était une société issue de la fusion de plusieurs entreprises et dont la réalisation la plus remarquable a été la pose, en 1856, du premier câble télégraphique sous-marin transatlantique entre l'île de Terre-Neuve et la Nouvelle-Écosse.

## Historique
La New York, Newfoundland and London Telegraph Company a été fondée en 1854 par les industriels américains Cyrus West Field, Peter Cooper, qui fut le premier président de la compagnie, le banquier Moses Taylor (en) (1806-1882) et Marshall Owen Roberts (1814-1880). Elle remplaça la Newfoundland Electric Telegraph Company qui avait été créée dans le but de relier Terre-Neuve et la Nouvelle-Écosse par la télégraphie, un projet proposé par l'ingénieur britannique Frederick Newton Gisborne.
Le projet ayant rencontré des difficultés, c'est à la suite d'un voyage de Gisborne à New York en janvier 1854 que Field prit connaissance de celui-ci et décida, avec d'autres, d'y investir des capitaux avec la participation d'investisseurs britanniques en fondant la New York, Newfoundland and London Telegraph Company. Elle réussit, deux ans plus tard, en 1856, l'installation du premier câble télégraphique fonctionnel traversant le détroit de Cabot entre le cap Ray sur l'île de Terre-Neuve et l'île du Cap-Breton soit quatre ans après la pose du premier câble télégraphique sous-marin en Amérique du Nord reliant l'Île-du-Prince-Édouard au Nouveau-Brunswick. Ses actifs furent rachetés par l'Atlantic Telegraph Company créée en décembre 1856 par Cyrus Field, John Watkins Brett et Charles Tilston Bright.

## Sources
- "New-York, Newfoundland and London Telegraph Company", New York Times, 13 mars 1873 Cf.